# Landschaftsschutzgebiet Talsysteme von Gleierbach (mit angrenzendem Magergrünland) und Westernahbach mit Jübecke und von Schmalnau mit Siepen zwischen Gleidorf und Huxel und Holthausen
Das Landschaftsschutzgebiet Talsysteme von Gleierbach (mit angrenzendem Magergrünland) und Westernahbach mit Jübecke und von Schmalnau mit Siepen zwischen Gleidorf und Huxel und Holthausen mit 66 ha Größe liegt im Talsystem des Gleierbachs südlich und südöstlich von Bad Fredeburg im Stadtgebiet von Schmallenberg. Das Gebiet wurde 2008 vom Kreistag des Hochsauerlandkreises mit dem Landschaftsplan Schmallenberg Südost als Landschaftsschutzgebiet (LSG) ausgewiesen. 

## Beschreibung
Das LSG besteht aus 12 Teilflächen. Es handelt sich um Talbereiche der dortige Flüsse mit Grünland-Aue und kleinere angrenzende Hangbereiche. Im LSG befinden sich in Hangbereichen Magergrünlandgesellschaften. Magergrünlandgesellschaften im LSG sind als gesetzlich geschütztes Biotop nach § 30 BNatSchG ausgewiesen. Das LSG reicht teilweise bis an den Dorfränder.
Das Landschaftsschutzgebiet Talsysteme von Gleierbach (mit angrenzendem Magergrünland) und Westernahbach mit Jübecke und von Schmalnau mit Siepen zwischen Gleidorf und Huxel und Holthausen wurde als eines von 58 Landschaftsschutzgebieten vom Typ C, Wiesentäler und bedeutsames Extensivgrünland im Stadtgebiet von Schmallenberg, ausgewiesen. Wie in den anderen Landschaftsschutzgebieten vom Typ C in Schmallenberg besteht im LSG ein Umwandlungsverbot von Grünland und Grünlandbrachen in Acker oder andere Nutzungsformen. Eine Erstaufforstung und eine Anlage von Weihnachtsbaumkulturen ist verboten. Eine maximal zweijährige Ackernutzung innerhalb von zwölf Jahren ist erlaubt, falls damit die Erneuerung der Grasnarbe vorbereitet wird. Dies gilt als erweiterter Pflegeumbruch. Beim erweiterten Pflegeumbruch muss ein Mindestabstand von fünf Metern vom Mittelwasserbett eingehalten werden.

## Schutzzweck
Die Ausweisung erfolgte zur Ergänzung der Naturschutzgebiets-Ausweisung in den Talauen von Schmallenberg um ein Offenlandbiotop-Verbundsystem zu schaffen, damit Tiere und Pflanzen Wanderungs- und Ausbreitungsmöglichkeiten behalten, und dem Erhalt der Vorkommen geschützter Vogelarten sowie dem Schutz artenreicher Pflanzengesellschaften.